# Prestonia dusenii
Prestonia dusenii är en oleanderväxtart som först beskrevs av Gustaf Oskar Andersson Malme, och fick sitt nu gällande namn av R. E. Woodson. Prestonia dusenii ingår i släktet Prestonia och familjen oleanderväxter. Inga underarter finns listade i Catalogue of Life.